# Autobahnkreuz Oberhausen
Autobahnkreuz Oberhausen (AK Oberhausen, Kreuz Oberhausen) – węzeł drogowy na skrzyżowaniu autostrad fedralnych A2, A3 i A516 w kraju związkowym Nadrenia Północna-Westfalia w Niemczech. Nazwa węzła pochodzi od miasta Oberhausen.

## Historia
Budowę węzła planowano w latach 50., a oddanie do użytku nastąpiło w 1961 roku. Do 1992 roku stanowił skrzyżowanie autostrad A2 i A3.
W latach 2010 – 2011 odbywał się remont węzła, polegający na rozebraniu starego wiaduktu i zbudowaniu na jego miejscu nowej konstrukcji.

## Natężenie ruchu
Dziennie przez węzeł Oberhausen przejeżdża blisko 170 tys. pojazdów.
| Z                     | Do                             | Średnie dzienne natężenie ruchu |
| --------------------- | ------------------------------ | ------------------------------- |
| AK Oberhausen         | AS Oberhausen-Königshardt (A2) | 123 700                         |
| AS Dinslaken-Süd (A3) | AK Oberhausen                  | 65 300                          |
| AK Oberhausen         | AS Oberhausen-Holten (A3)      | 114 900                         |
| AK Oberhausen         | AS Oberhausen-Sterkrade (A516) | 33 600                          |

## Przypisy

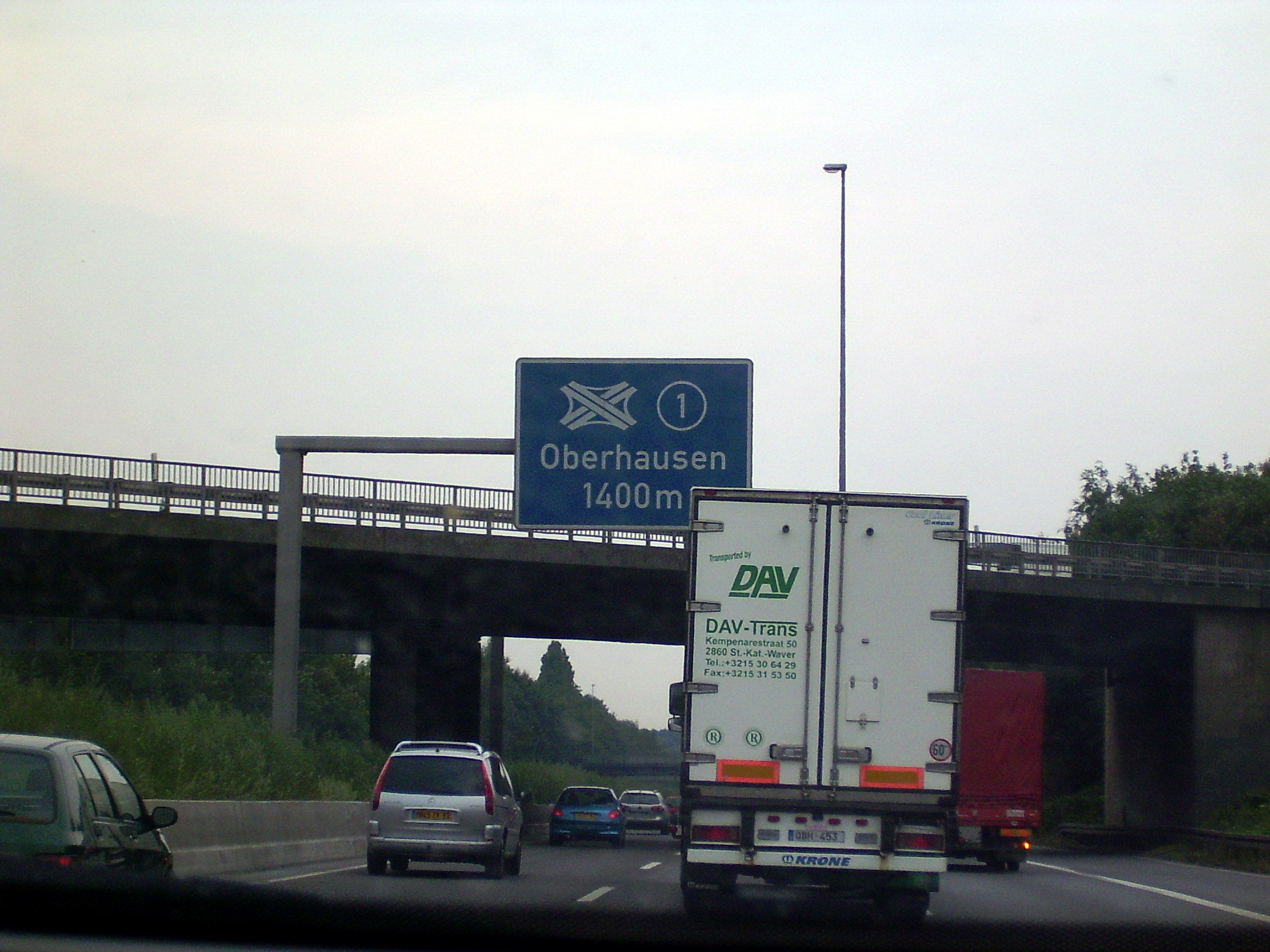
Odcinek autostrady A2 tuż przed węzłem Oberhausen